# Hanna K.
Hanna K. je francouzsko-izraelský hraný film z roku 1983, který režíroval Costa-Gavras podle vlastního scénáře. Snímek měl světovou premiéru na filmovém festivalu v Benátkách v září 1983.

## Děj
Ve svých 35 letech se Hanna Kaufman rozhodne změnit svůj život. Opouští Francii a usadí se v Jeruzalémě, kde se stane milenkou prokurátora Herzoga, se kterým brzy čeká dítě. Ve svém prvním případu jako právnička musí hájit Selima Bakriho, palestinského uprchlíka. Vyhraje případ mladého muže, ale ten odmítá opustit zemi, protože si nárokuje právo na dům, který před izraelskou okupací patřil jeho rodině. Hanna jeho prostřednictvím odhaluje osud uprchlíků a souhlasí s tím, že bude Bakriho zastupovat. Po porodu se mezi Hannou a Palestincem postupně rozvíjí intimní vztah. Victor Bonnet, Hannin francouzský manžel, přijíždí na žádost prokurátora Herzoga do Izraele, aby se pokusil tento milostný vztah dát do pořádku.

## Obsazení
| Jill Clayburgh   | Hanna Kaufman      |
| Jean Yanne       | Victor Bonnet      |
| Gabriel Byrne    | Joshué Herzog      |
| Mohammed Bakri   | Selim Bakri        |
| David Clennon    | Amnon              |
| Shimon Finkel    | profesor Leventhal |
| Oded Kotler      | cizinec            |
| Michal Bat-Adam  | ruská žena         |
| Dafna Levy       | Dafna              |
| Robert Sommer    | předseda soudu     |
| Ronald Guttman   | ředitel věznice    |
| Bruno Corazzari  | předseda soudu     |
| Amnon Kapeliouk  | soudce             |
| Luca Barbareschi | mladý advokát      |
| William Berger   | německý novinář    |
| Uri Gavriel      | barman na letišti  |
| Manuel Cauchi    | barman na pláži    |
| Zinedine Soualem | seržant            |

## Ocenění
- César: nominace na nejlepší střih (Françoise Bonnot)